# Heinrich Ahrens
Heinrich Ahrens (ur. 14 lipca 1808 w Kniestedt koło Salzgitter, zm. 2 sierpnia 1874 w Salzgitter) – niemiecki filozof prawa.

## Życiorys
Studiował w Wolfenbüttel i w Getyndze, gdzie w 1830 uzyskał habilitację (De confoederatione germanica). W Brukseli wykładał historię filozofii pokantowskiej (1833-1834). Otrzymał propozycję wykładów w Paryżu (złożył ją François Guizot), ale Ahrens wybrał katedrę prawa na nowo powstałym Université Libre de Bruxelles (1834-1838). Wchodził w skład Zgromadzenia Narodowego Rzeszy Niemieckiej w 1848. Następnie był profesorem w Grazu, a od 1860 na katedrze filozofii prawa i nauk politycznych w Lipsku. W czasie Wiosny Ludów przygotował liberalny projekt Konstytucji Rzeszy.

## Poglądy
Był uczniem Karla Krausego, z którym opowiadał się za autonomicznym ujmowaniem prawa. W swojej habilitacji opowiadał się za utworzeniem parlamentu stanowego, który miał mieć charakter ogólnoniemiecki. Praca ta zapewniła mu rozgłos. Podkreślał konieczność argumentacji etycznej w filozofii prawa. Dostrzegał związek pomiędzy prawem a moralnością. Opowiadał się za nietykalnością własności, wolnością prasy, wyznania, sumienia. Był przeciwnikiem istnienia kościoła państwowego. Był zwolennikiem kontroli edukacji i wychowania przez państwo.

## Prace
- Cours du droit naturel ou de philosophie de droit, Paryż 1838
- Die organische Staatslehre auf philosophisch-anntropologischer Grundlage, Wiedeń 1850
- Die Philosophie des Rechts und des Staates, Wiedeń 1850-1852
- Juristische Encyklopädie, Wiedeń 1855
- Naturrecht oder Philosophie des Rechts und des Staates, Wiedeń 1870-1871